# Oswaldella curiosa
Oswaldella curiosa is een hydroïdpoliep uit de familie Kirchenpaueriidae. De poliep komt uit het geslacht Oswaldella. Oswaldella curiosa werd in 1998 voor het eerst wetenschappelijk beschreven door Peña Cantero & Vervoort. 